# عباس القوتشاني
عباس هاتف القوشاني (1913، قوشان - 1990، النجف) كان مجتهدًا وفقيهًا إيرانيًّا وأحد المتصوفة الشيعة المعاصرين. كان تلميذًا ووصيًا صوفيًا للسيد علي قاضي.

## السيرة
عباس القوتشاني (وٌلد عام 1292 هـ شمسي (الموافق 1333 هـ قمري و1913 م) في قرية غزال آباد [الإنجليزية] في مقاطعة قوتشان، في محافظة خراسان الرضوية)، أكمل تعليمه الابتدائي الديني في قوتشان ومشهد ثم درس التعليم العالي في الفقه في النجف على إشراف محمد حسين غراوي وأبو القاسم الخوئي وآغا بزرك شهيدي. (الحكيم الفقيه المتوفى ١٣٥٥ هـ الموافق ١٩٣٦ م) كان القوتشاني من أصحاب آية الله الخوئي وكان تحت استشارته. سُمح للقوتشاني بالاجتهاد في النجف، بعد إجازته من علماء بما في ذلك عبد الهادي الشيرازي، وجمال الدين كلبايجاني، والخوئي، ومحسن الحكيم، كما وافق السيد علي قاضي على اجتهاده. وفي النجف كان يعمل على تدريس الفقه والمبادئ الإسلامية والفلسفة (مثل الكتاب الإسلامي الشهير "المنظومة السبزواري"). قام بتدريس عدة دورات في كتاب الأسفار. وكان يتمتع بذاكرة قوية لدرجة أنه كان يحفظ بعض النصوص الفقهية أو الفلسفية المعقدة. وبسبب إصراره على البقاء في النجف، أمضى السنوات الثلاث الأخيرة من حياته وحيدًا، وتوفي يوم الأربعاء 21 آذار 1990م (23 شعبان 1410 هـ) ودُفن في وادي السلام بالنجف. وقد ترك خلفه ولدين وبنتين.

## السلوك الصوفي
كان القوتشاني مهتمًا بالأمور الصوفية منذ بداية تعليمه. عندما كان في مشهد، كان يمارس التدريس بدون معلم تقريبًا، وكان يتحمل التقشف الديني. ومن بينها أنه صام ثلاث سنوات كاملة، وبعدها شعر بمشاعر صوفية ورقّة نفسية، وأحلام خاصة، وشعور بخفة جسدية. وبسبب هذه التغيرات التي طرأت على نفسه، أصبح مريضًا جسديًا وأدرك أنه يجب عليه أن يعمل تحت إشراف معلم. وفي بحثه عن المعلم اهتدى إلى حسن علي النخودكي الأصفهاني، وتأثر القوتشني بأمزجته وأفعاله. في النجف، وبتوجيه من محمد تقي بهجت فوماني، وجد القوشاني سيده السيد علي قاضي، وكان مساعدًا له لمدة 14 عامًا. وبعد ست سنوات من وجوده عند القاضي، شعر أن المعلم يراقبه باهتمام روحي، وكان على دراية بحالته، لذلك اهتم بنفسه أكثر. وكان القوتشاني رفيقًا ومسافرًا لأستاذه القاضي، لدرجة أن المتدربين الآخرين كانوا يسألونه عن معنى بعض دورات الأستاذ، وكان له أيضًا مكانة خاصة وكرامة لدى الأستاذ. وكان أستاذه القاضي يعبر عن بعض أحواله الخاصة لقوتشاني، وفي نهاية المطاف، كانت أعماله ورسائله ووصيته الصوفية ترثها قوكاني بعد وفاته.

## الأعمال
وبسبب إرادة أستاذه القاضي، لم يكتب قوشاني أي أعمال من تلقاء نفسه. ولكنه قام بتصحيح كتاب الفقه الإسلامي الشهير جواهر الكلام خلال عشر سنوات من البحث. وقد جمع قواشاني كتابًا كاملًا من محاضرات ودورات الأستاذ خويي أيضًا.

## التلاميذ
محمد حسين حسيني طهراني درس عند قوتشاني بأمر محمد حسين الطباطبائي. بالإضافة لعبد القائم الششتري، والسيد حسن قاضي (ابن القاضي الكبير)، ومحمد صالح كميلي خراساني، وسيد عبد الكريم كشميري، ومحمد علي ناصري دولت آبادي، وحسن صافي أصفهاني، ومحمد تقي أراكي، وسيد علي ميلاني، ومحقق بونياني، ونزار بحراني.

## طالع أيضًا
- محمد علي ناصري
- محمد حسين الطباطبائي
- آقا نجفي القوتشاني
- محمد جواد الأنصاري الهمداني
- ابن عنبة
- ابن صوفي
- مير محمد بهبهاني [الإنجليزية]
- محمد علي شاه عبادي [الإنجليزية]
- ميرزا جواد آغا الطهراني [الإنجليزية]
- سيد عبد الحسن شمس عبادي [الإنجليزية]